# Слон (самолёт)
Тяжёлый транспортный самолёт «Слон» — российский концептуальный проект тяжёлого транспортного самолёта. Работа ведётся ЦАГИ с 2016 года по заказу Минпромторга.
Предполагается что машина заменит устаревающий Ан-124. Проектная максимальная нагрузка 180 тонн. С нагрузкой 150 тонн дальность до 7000 км. Крейсерская скорость 850 км/ч. Предполагается оснащение четырьмя перспективными авиадвигателями ПД-35.

## История
Впервые представлен публично летом 2017 года на авиасалоне МАКС-2017.
В ноябре 2019 года ЦАГИ объявил о начале работ по аэродинамической продувке масштабной модели самолёта.
В марте-июле 2020 года в ЦАГИ завершился первый цикл аэродинамических испытаний.
7 июня 2022 года пресс-служба ЦАГИ сообщила, что по результатам прошедших испытаний учёные института модифицировали компоновку "Слона". Новыми элементами в ней стали фюзеляж увеличенного сечения с целью перевозки крупногабаритных грузов, уменьшенный обтекатель стыка крыла с фюзеляжем, пилоны улучшенной профилировки с мотогондолами, соответствующими двигателю типа ПД-35 (ранее использовались тематические гондолы упрощенной формы), и несколько вариантов законцовок крыла.
До конца текущего года модель летательного аппарата с новыми элементами пройдёт исследования в аэродинамической трубе переменной плотности Т-106. Учёные ЦАГИ изучат её основные характеристики на крейсерских режимах, а также подтвердят расчётную эффективность модификаций.